# Joey Mercury
Adam Birch (18 de julio de 1979), más conocido como Joey Mercury, es un luchador profesional estadounidense que era muy conocido por estar en Ring Of Honor (ROH) como productor, entrenador y miembro del equipo creativo.
Empezó compitiendo bajo el nombre de Joey Matthews, en Maryland Championship Wrestling, donde consiguió bastantes títulos. Birch es más conocido debido a la primera corrida que tuvo en la World Wrestling Entertainment, donde compitió como Joey Mercury. Ahí, hizo pareja regularmente con Johnny Nitro como MNM, los cuales lograron tres veces el Campeonato por Parejas de la WWE.

## Vida personal
Birch tuvo una relación de tres años y medio con Mickie James, viviendo juntos en Virginia antes de separarse. También salió brevemente con Christy Hemme.
Durante una entrevista, Birch reveló que había consumido drogas a los 15 años, tomando cocaína, crack y heroína mezcladas con alcohol.

He sido un adicto a las drogas y al alcohol desde que tenía 15 años, antes de que empezara a pelear -- y esa es la mejor parte de 15 años.

Como resultado de esto, tuvo sobredosis en tres ocasiones, y destruyó diez coches. Birch entró en una clínica de rehabilitación en 2006 y perdió seis meses de trabajo en la WWE. Después de su regreso, Birch se volvió un adicto a las píldoras antidolor, producto de tomarlas tras su lesión en Armageddon 2006. Después de una intervención directa del propietario de la WWE, Vince McMahon, Birch fue despedido.

## Carrera

### Maryland Championship Wrestling / OMEGA (1996-2000)
Birch comenzó su carrera, bajo el nombre de Joey Matthews, citado anteriormente, en la promoción Maryland Championship Wrestling. Fue también miembro de la Organization of Modern Extreme Grappling Arts (OMEGA), promoción fundada por Matt y Jeff Hardy en Carolina del Norte.

### Extreme Championship Wrestling / World Championship Wrestling (2000-2001)
Su primera exposición fue cuando dejó "OMEGA" y formó un equipo con Christian York llamado "The Badstreet Boys". Juntos pelearon en muchos circuitos independientes y fueron nueve veces campeones por parejas de pequeñas promociones. A finales del 2000 se unieron a la Extreme Championship Wrestling, donde permanecieron hasta enero de 2001, cuando la compañía cerró. Lucharon en el último pay-per-view de la ECW, Guilty as Charged. York y Matthews estuvieron brevemente también en la World Championship Wrestling antes de ser comprada en marzo de 2001 por la WWF.

### World Wrestling Entertainment (2003-2007)

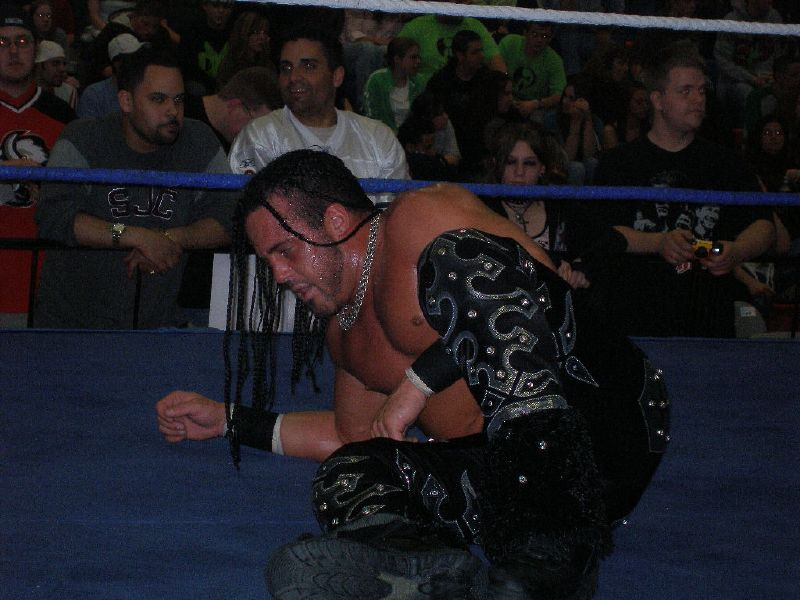
Birch como Joey Mercury en los circuitos independientes.

Birch empezó peleando en unas dark matches antes de ser asignado al territorio de desarrollo de la World Wrestling Entertainment, la Ohio Valley Wrestling en 2004. Formó un equipo con Johnny Nitro, teniendo como mánager a Melina Pérez, siendo llamado MNM.
MNM peleó en la OVW durante un año, ganando el Campeonato Sureño por Parejas de la OVW una vez, antes de ser transferidos a SmackDown!, donde Matthews pasó a llamarse Mercury. Mientras estaban en la marca, tuvieron feudos con otros equipos como Rey Mysterio y Eddie Guerrero, Hardcore Holly y Charlie Haas, Legion of Doom, Rey Mysterio y Batista, y Paul London & Brian Kendrick. Capturaron el Campeonato por Parejas de la WWE en tres ocasiones, todas el mismo año.
El 21 de mayo de 2006 en Judgment Day, perdieron su campeonato frente a London y Kendrick y, como consecuencia, Nitro y Melina traicionaron a Mercury, rompiendo el grupo. Después de eso, Mercury fue despedido de SmackDown! y apareció luchando en Raw. La razón auténtica era que Mercury había fallado un test antidrogas de la WWE y le suspendieron durante 30 días.
Mercury desapareció de la TV durante 6 meses, estando todo ese tiempo en una rehabililtación de drogas en College Park (Georgia) facilitado por una cláusula de su contrato con la WWE. Tras acabar la rehablilitación, fue enviado a OVW. Hizo su regreso a RAW el 27 de noviembre de 2006, aliándose temporalmente con Nitro y Melina creando MNM para empezar un feudo con los reunidos Hardys, retándoles para ECW December to Dismember, perdiendo MNM.
The Hardys ganaron la pelea, pero continuaron su feudo teniendo varias peleas, y luego lucharon la revancha en Fatal-Four Way ladder match en Armageddon, incluyendo también a London y Kendrick, y Dave Taylor and William Regal. En la pelea, Brich recibió un golpe de escalera en la cara, siendo herido legítimamente en un ojo y en parte de su nariz, la cual sangró profusamente, inmediatamente fue llevado a la sala de emergencias de la WWE, abandonando la pelea.
Después de estar inactivo unas semanas, Mercury volvió a los ring con una máscara protectora y su lesión fue usada para un ángulo en el cual él y Nitro intentaban lesionar a The Hardys durante unas semanas en modo de venganza. En su regreso continuó peleando como un luchador individual de SmackDown! y Nitro en Raw hasta que a Mercury se le acabó el contrato el 26 de marzo de 2007 y no fue renovado.

### All American Wrestling / Ring of Honor

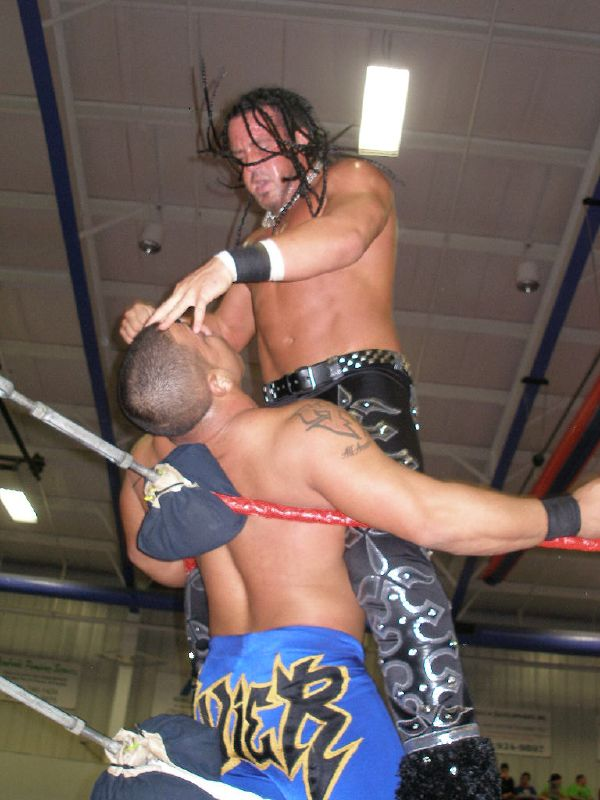
Birch peleando en la NEW.

Birch apareció en la All American Wrestling en julio de 2007, donde perdió frente a Eric Priest. Hizo otra aparición el 29 de septiembre de 2007, volviendo con Christian York, perdiendo frente a los Campeones por Parejas de la AAW, Motor City Machine Guns.
El 25 de enero de 2008, Matthews volvió a Ring of Honor como el nuevo miembro de The Age of the Fall. Hizo equipo con Jimmy Jacobs perdiendo contra Roderick Strong y Rocky Romero de No Remorse Corps. La siguiente noche, perdió frente a Mark Briscoe.

### Ohio Valley Wrestling (2008)
Matthews volvió a trabajar en la OVW sin ser está el territorio en desarrollo de la WWE, como un entrenador. Volvió a competir en la OVW el 5 de marzo en una grabación de TV y más tarde derrotaría a Jamin Olivencia, ganando el Campeonato de Televisión de la OVW el 15 de marzo, perdiéndolo frente a Tommy McNaler el 16 de abril.
Más tarde, en OVW, empezó a decir que volvería a la WWE en diciembre de 2008 o en la Royal Rumble 2009, haciendo pareja con Christian York.
En octubre de 2008, Matthews anunció que se retiraba de la lucha libre profesional.

### World Wrestling Entretaiment / WWE (2010-2017)
El 21 de abril de 2010, Mercury apareció de nuevo en la WWE con nuevo look (cabeza rapada) en un dark match de Smackdown!, siendo derrotado por Shelton Benjamin. Mercury apareció en Extreme Rules como un luchador encapuchado, atacando a Rey Mysterio durante su lucha con CM Punk. Durante los meses siguientes, siguió interfiriendo en las luchas de Punk, como en Over the Limit, también atacando a Mysterio y en las ediciones de SmackDown!, apareciendo junto al stable de Punk, The Straight Edge Society. Finalmente, el 23 de julio Big Show atacó al Stable, desenmascarándole y momentos después, venciéndole en un match. Tras esto se enfrentó junto a Gallows y Punk a Show en SummerSlam, ganando Show. Sin embargo, sufrió una lesión, dejándole inactivo. Durante su período de recuperación, pasó a ser un entrenador en el territorio de desarrollo de la WWE, la Florida Championship Wrestling (FCW). En febrero de 2011, su ficha fue retirada del roster de SmackDown. Tras esto fue nombrado como entrenador buscatalentos de la WWE. A partir de julio de 2014, se le nombró productor de RAW.
En septiembre de 2014, hizo su regreso a televisión junto con Jamie Noble, aliándose con The Authority y apoyando al protegido del stable, Seth Rollins, ante su feudo con Dean Ambrose. Volvió de Nuevo al Ring el 24 de octubre en Raw. hizo equipo en una lucha con Seth Rollins y Jamie Noble perdiendo la lucha ante John Cena y Dolph Ziggler. y de nueva cuenta, estuvieron en el ring, Primero en SmackDown del 5 de febrero donde el, Rollins y Noble perdieron ante Daniel Bryan. y en el Siguiente RAW volvió a hacer equipo con Rollins, Noble mas el Big Show y Kane ante Bryan y Roman Reigns, perdiendo el duelo. El 8 de junio en RAW tuvo un breve cambio a Face junto con Noble tras ganarle a Rollins En un Hándicap Match debido a una interferencia de Dean Ambrose pero volvió a cambiar a Heel una semana después. En la edición de RAW del 13 de julio de 2015 es lesionado junto con Jamie Noble por Brock Lesnar, imposibilitándole el regreso a la lucha libre.
Mercury apareció en el episodio del 14 de marzo de 2016 de Raw rompiendo la pelea entre Triple H y Roman Reigns. En enero de 2017, se informó que Birch había sido liberado de la WWE.

### Circuito independiente (2017-2018)
Birch, actuando una vez más como Joey Matthews, anunció su regreso como un luchador independiente activo. Matthews ganó el MCW Shane Shamrock Memorial Cup. El 19 de mayo de 2018 él se convirtió en uno de los entrenadores en el Ring of Honor del Dojo de Baltimore.

### Regreso a Ring of Honor (2018-2019)
El 19 de mayo de 2018, se convirtió en uno de los entrenadores del Baltimore Dojo de Ring of Honor en una escuela de capacitación para la promoción Ring of Honor. Más tarde, el 2 de febrero de 2019, se reveló que ahora trabajaría como productor, formador y miembro de la creatividad. equipo para el Ring of Honor en el futuro.
A principios de octubre de 2019, Mercury anunció su salida de Ring of Honor.

## Campeonatos y logros
- National Wrestling Alliance

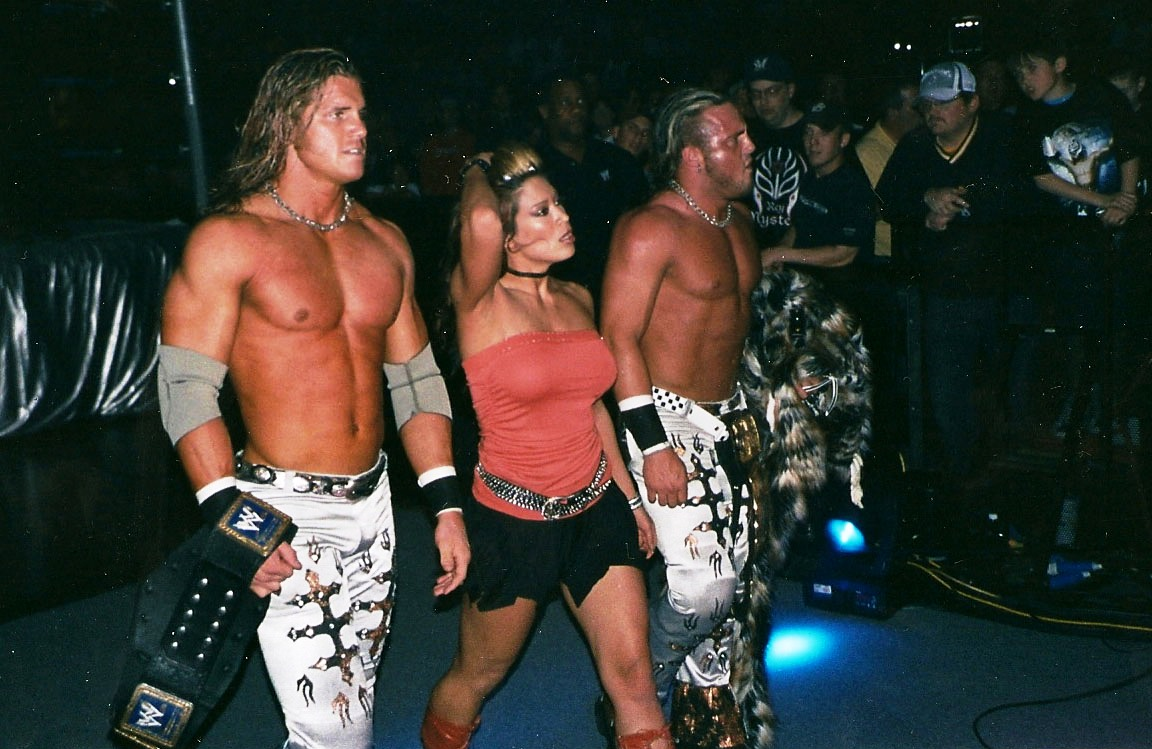
MNM como Campeones por Pareja de la WWE.

  - NWA Light Heavyweight Championship (1 vez)
  - NWA World Tag Team Championship (1 vez) - con Christian York

- Organization of Modern Extreme Grappling Arts
  - OMEGA Light Heavyweight Championship (2 veces)

- Ohio Valley Wrestling
  - OVW Southern Tag Team Championship (1 vez) - con Johnny Nitro
  - OVW Television Championship (1 vez)

- World Wrestling Entertainment
  - WWE Tag Team Championship (3 veces) - con Johnny Nitro

- Pro Wrestling Illustrated
  - Equipo del año (2005) con Johnny Nitro (MNM)[27]
  - Situado en el Nº425 en los PWI 500 de 1997[28]
  - Situado en el Nº384 en los PWI 500 de 1998[29]
  - Situado en el Nº207 en los PWI 500 de 1999[30]
  - Situado en el Nº154 en los PWI 500 del 2000[31]
  - Situado en el Nº124 en los PWI 500 del 2001[32]
  - Situado en el Nº151 en los PWI 500 de 2002[33]
  - Situado en el Nº183 en los PWI 500 del 2003[34]
  - Situado en el Nº156 en los PWI 500 del 2004[35]
  - Situado en el Nº74 en los PWI 500 del 2005[36]
  - Situado en el Nº207 en los PWI 500 del 2006[37]
  - Situado en el Nº155 en los PWI 500 del 2007[38]
  - Situado en el N°153 en los PWI 500 del 2008[39]
  - Situado en el Nº302 en los PWI 500 de 2010[40]
  - Situado en el Nº295 en los PWI 500 de 2011[41]